# Чекки, Джованни Мария
Джованни Мария Чекки (итал. Giovanni Maria Cecchi; 15 марта 1518, Флоренция — 19 октября 1587, Сан Мартино, Тоскана) — итальянский поэт, писатель
 и драматург.

## Биография
Джованни Мария Чекки родился 15 марта 1518 года в городе Флоренции в семье местного нотариуса; одно время, идя по стопам отца, тоже работал нотариусом, но потом стал все больше внимания уделять литературе.
Чекки писал комедии, фарсы и духовные мистерии, трятя, по его собственным словам, на каждое из своих произведений не более десяти дней труда, а на одну комедию, «Le Cedole» — только четыре дня. В комедиях, написанных им то прозой, в манере Макиавелли, то стихами, подобно Ариосто, Чекки воспроизводил нравы и язык родного города, охотно употребляя тосканскую народную манеру говорить, поговорки и т. п. Из его комедий лишь немногие изданы были при жизни автора. Наибольшей известностью пользовались «Il martello», «La stiava», «Le dole», «L’assiuolo» (последняя несколько родственна по содержанию со знаменитой комедией Макиавелли «Mandragola»).
Сюжеты комедий Чекки большей частью крайне запутаны и основаны на сопоставлении различных лиц, по-видимому, ничего не имеющих общего между собою, но в действительности тесно связанных узами родства, что остается им неизвестно в течение всей пьесы, пока, наконец, не выясняется истинное положение дел путем длинного рассказа одного из действующих лиц. Этим приемом Чекии часто злоупотреблял, отчего развязка становилась весьма предсказуема. В начале Чекки писал комедии в прозе, затем стал употреблять нерифмованные стихи, стараясь, согласно господствовавшим на этот предмет воззрениям, приблизить стихи к прозе (у него, как и у Ариосто, встречаются слова, начало которых находится в конце одного стиха, а конец в начале следующего стиха).

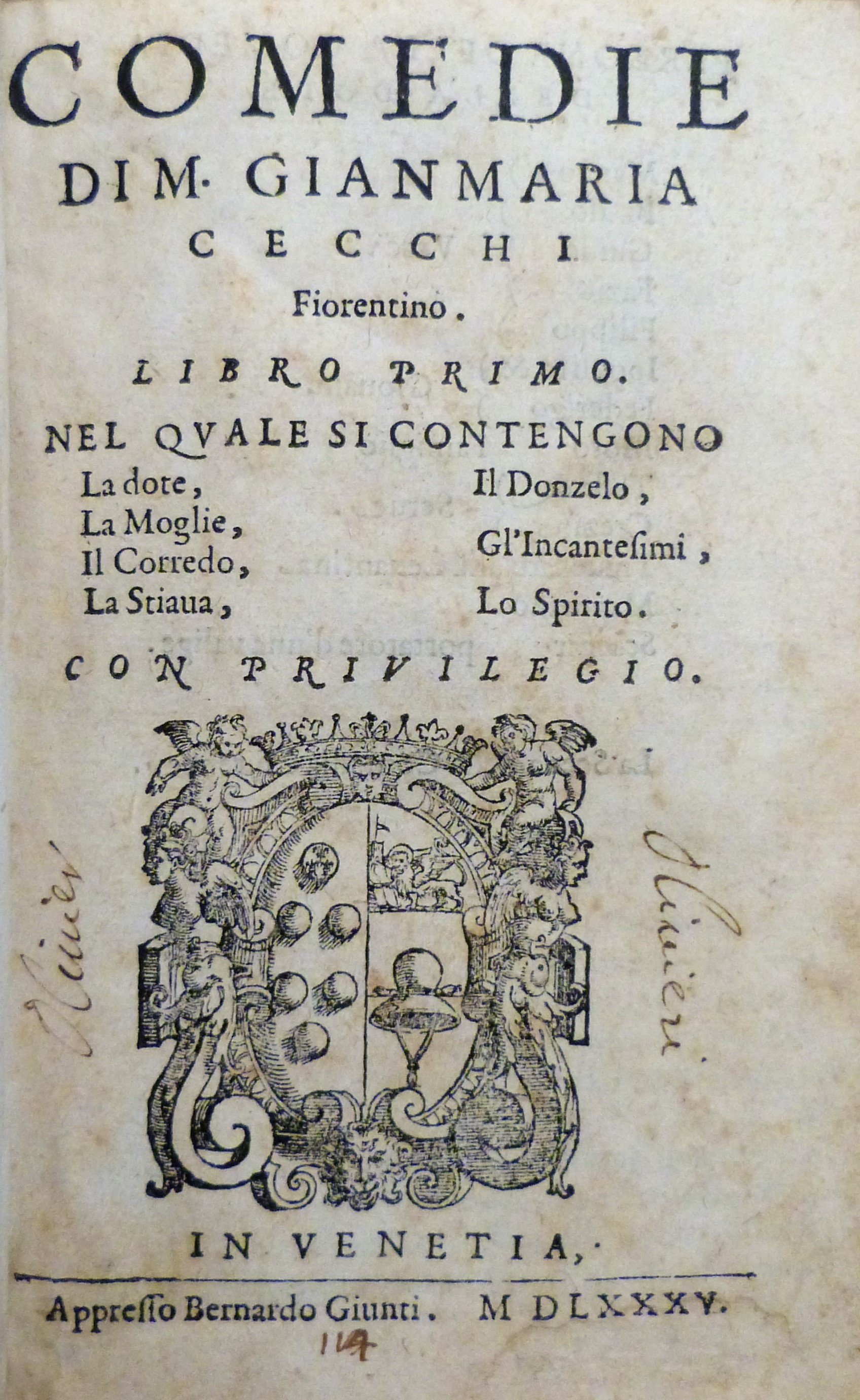
Одно из изданий Чекки

В фарсах («I malandrini», «La pitiura», «L’andazzo», «La Sclatia», «La romanesca») и в духовных мистериях Джованни Мария Чекки проявил бо́льшую оригинальность. Rappresentazioni — пьесы, бывшие некогда достоянием народа, — он переработал сообразно со вкусами эпохи, приблизив их к более традиционным драматическим произведениям. С этой целью он употреблял в них вместо прежних октав нерифмованный стих, лишь иногда, в заключениях сцен, ставя рядом два рифмованных стиха (как Уильям Шекспир), сделал спектакль более нравственным, придал ему большее драматическое развитие, разделил его на акты, уничтожив деления пьесы на множество мелких сцен и заменив, где возможно, в видах сокращения пьесы, действие рассказом. Вместе с тем он придал этой форме драмы более реалистический характер, устранив почти совершенно элемент сверхъестественного и введя некоторые характеры из комедии (напр., паразита, bravo, старого влюбленного глупца, трусливого, скупого) и соединив важное и трагическое с комическим и шутливым. Лучшим созданием Чекки в этом роде была мистерия «La morte del re Acab» (исполненная в 1-й раз в 1559 году), представляющая, в драматическом воспроизведении библейского события, картины вполне в духе того времени — царя и царицу в руках лицемерного духовенства, эксплуатирующего их и народ. Характеризуя жрецов Ваала, Ч. списывал их с окружавших его попов и монахов и дал несколько фигур истинно комических.
Другие духовные пьесы Чекки: «La coronazione del re Saul» (1569); «Le Nozze di Cana о l’Acqua-Vino» (1579), «Il duello della vita attive e contempletiva», «L’ alto recitahile alla Cappannucela» (1573), «Il figluoi prodigo» (картина флорентийских нравов, где от легенды остается лишь название), «La conversion della Scozia», «Disprezzo dell’amore e belta terrena» и «Esaltazione della croce» (вероятно, последнее произведение Чекки; представленое после смерти автора). Сюжет последней — восстановление креста императором Ираклием, но параллельно развивается комедия скупца Гризогоне. Иногда и для своих комедий Чекки пользовался сюжетами старых мистерий, заменяя в них чудесное естественным. Чекки написал ещё остроумный комический комментарий к комическим сонетам Берни: «Passere e beccaficchi magri arrosti» (Флоренция, 1583, Болонья, 1868). Комедии Чекки были неоднократно изданы (Флоренция, 1855; Неаполь, 1869) в «Biblioteca classica economica» (Милан, 1882). Некоторые духовные пьесы включены в эти издания, некоторые изданы отдельно или помещены в других книгах.
Джованни Мария Чекки умер 28 октября 1587 года в Сан Мартино.